# Чинадіївський замок
Чинаді́ївський за́мок (інша назва — Замок «Сент-Міклош») — пам'ятка архітектури XIV—XIX століть, у смт Чинадійово, що поблизу міста Мукачева Закарпатської області. Замку надано № 1185 (183/0) Державного реєстру національного культурного надбання, пам'ятка архітектури національного значення (№ 183).
Замок розміщений обабіч дороги, що пролягає паралельно до автошляху M 06. Чинадіївський замок від 2001 року перебуває в концесії у закарпатського художника Йосипа Бартоша.

## Розміщення і план замку

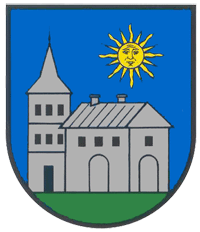
Замок на гербі Чинадійово, 1843 р.

На місці, де розташований замок, долина річки Латориця звужується, гори обступають шлях зусібіч. Порівняно недалеко, за 60 км звідси, розміщений Верецький перевал, так звані «Руські Ворота», через який пролягає дорога на Галичину.
Головний вхід до замку розміщений з північного боку замку, проте з південного теж є вхід, через котрий пускають відвідувачів.
На першому, відреставрованому, поверсі фортеці — шість кімнат і зала з великим вестибюлем. Тепер тут розташовані експозиції кельтської та скіфської культур, а також портрети усіх власників замку. Другий поверх схожий за плануванням — шість малих кімнат, велика зала і довгий коридор. Також у замку є декілька «таємних переходів» — подвійних стін, котрі господарі з радістю показують відвідувачам.

## Історія
Поселення на цьому місці відоме з 1214 року, хоча знайдено артефакти датовані II тисячоліттям до н. е. 1264 року король Іштван V дарує маєток магістру Аладару, королівському уповноваженому в справах догалицьких князів.
Чинадіївська фортеця — кам'яна, з двома кутовими вежами та метрової товщини стінами споруда, зведена в XIV столітті бароном Перені. Добудовували графи Телегді. Володіли фортецею княгиня Ілона Зріні, її син Ференц ІІ Ракоці, графи Шенборни.
У 1657 році фортеця була значно пошкоджена польськими військами графа Любомирського, які мстилися угорцям за похід їхнього князя Дьордя II Ракоці на Польщу. Невдовзі замок був відбудований, але як оборонна споруда став втрачати своє значення.
Наприкінці червня 1703 року провідник повстанців князь Ференц ІІ Ракоці зупиняється у замку, аби відпочити та перегрупувати військо після поразки у битві під Мукачево. До своєї імміграції у Польщу князь бував тут ще кілька разів.
У 1708 році сюди, дізнавшись про наближення ворогів, з Хустського замку перебираються сім'ї феодальних родин, що підтримували повстання.
У 1729 році імператор Карл VI дарує великі земельні площі графу Фрідріху Шенборну, у тому числі і замок, який у 1734 році значно перебудовується й набуває вже не оборонних, а палацових рис. Найзначніші перебудови замку відбувалися у 1734 та 1839 роках (остання під керівництвом архітектора Германа Ігнація).
В часі Другої світової війни німці зробили у замку в'язницю. Із 1944 року, за часів радянської влади, замок був сільрадою, осідком управління місцевого лісового господарства, військовою частиною і складом автобази, що розташована поруч.
У 2001 році замок віддано у концесію художнику Йосипу Бартошу. Він разом із дружиною Тетяною та однодумцями фактично врятував замок від руйнації. Нині відреставровано інтер'єр першого поверху споруди. У замку часто відбуваються міжнародні та місцеві мистецькі заходи. З 2012 року в замку щорічно відбувається міжнародний фестиваль середньовічної культури «Срібний Татош», де сходяться в бою лицарі-реконструктори з кількох країн, зокрема України, Угорщини, Словаччини та ін.

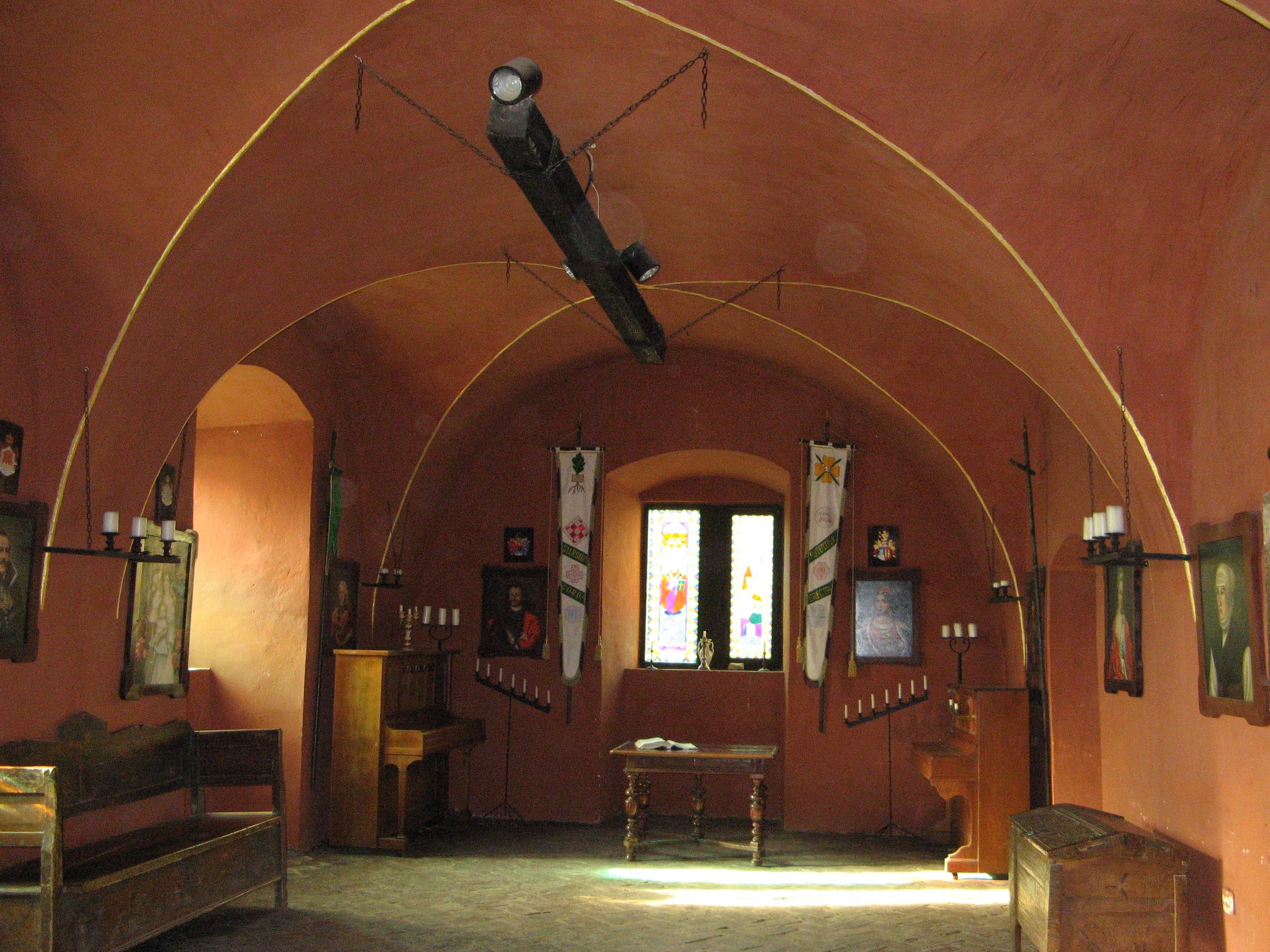
Відреставрований інтер'єр першого поверху
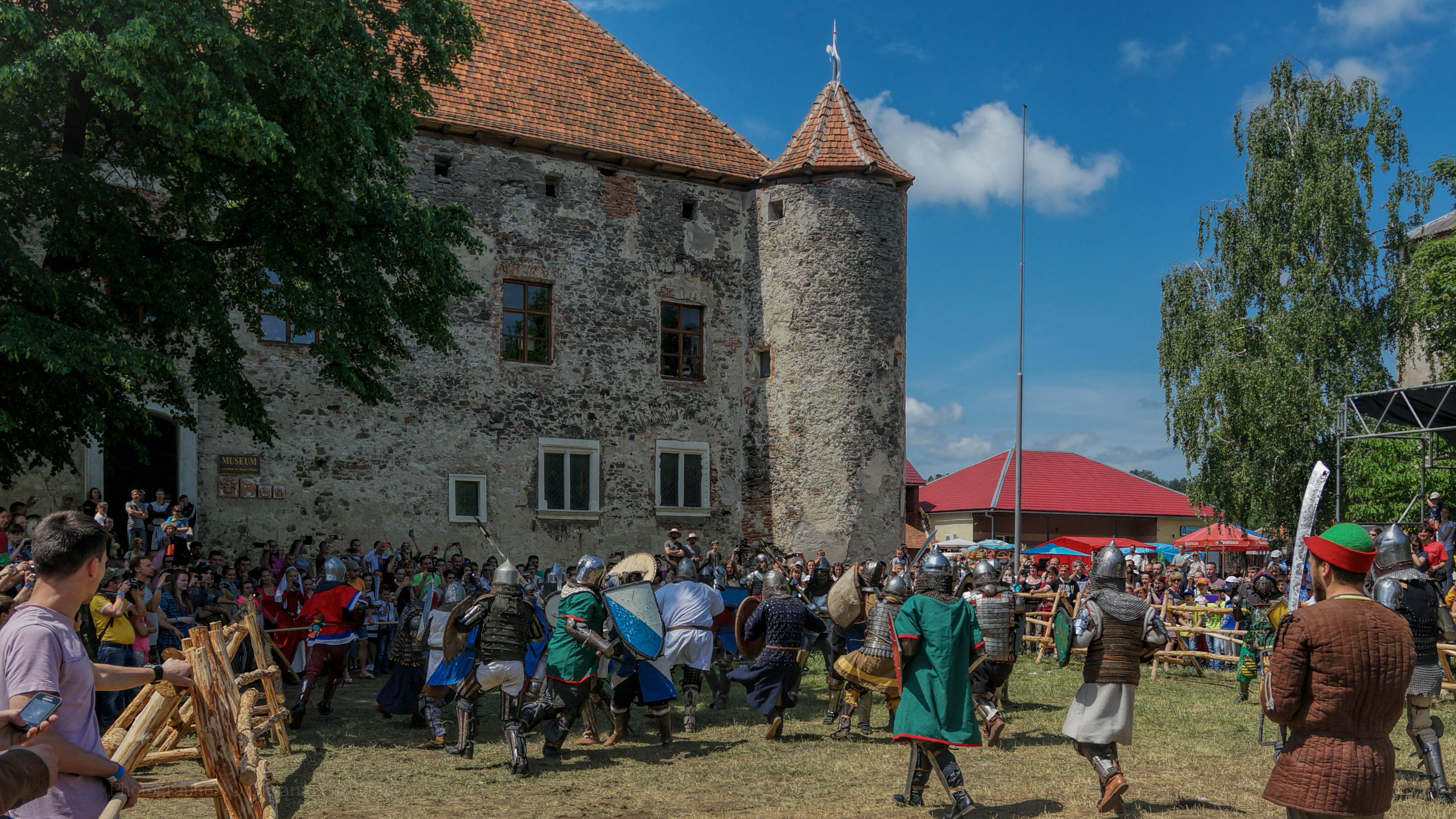
Середньовічний фестиваль
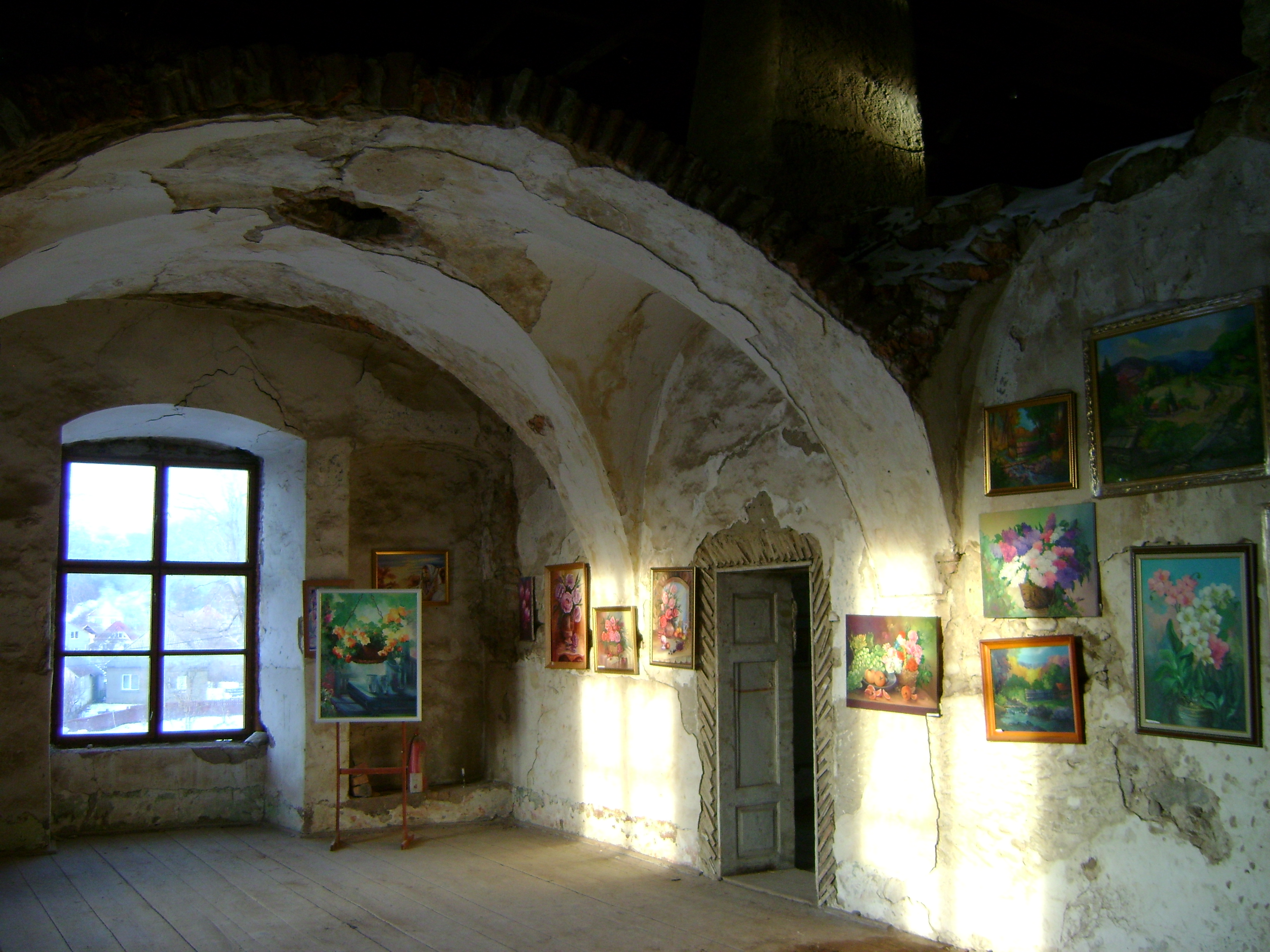
Кімната другого поверху
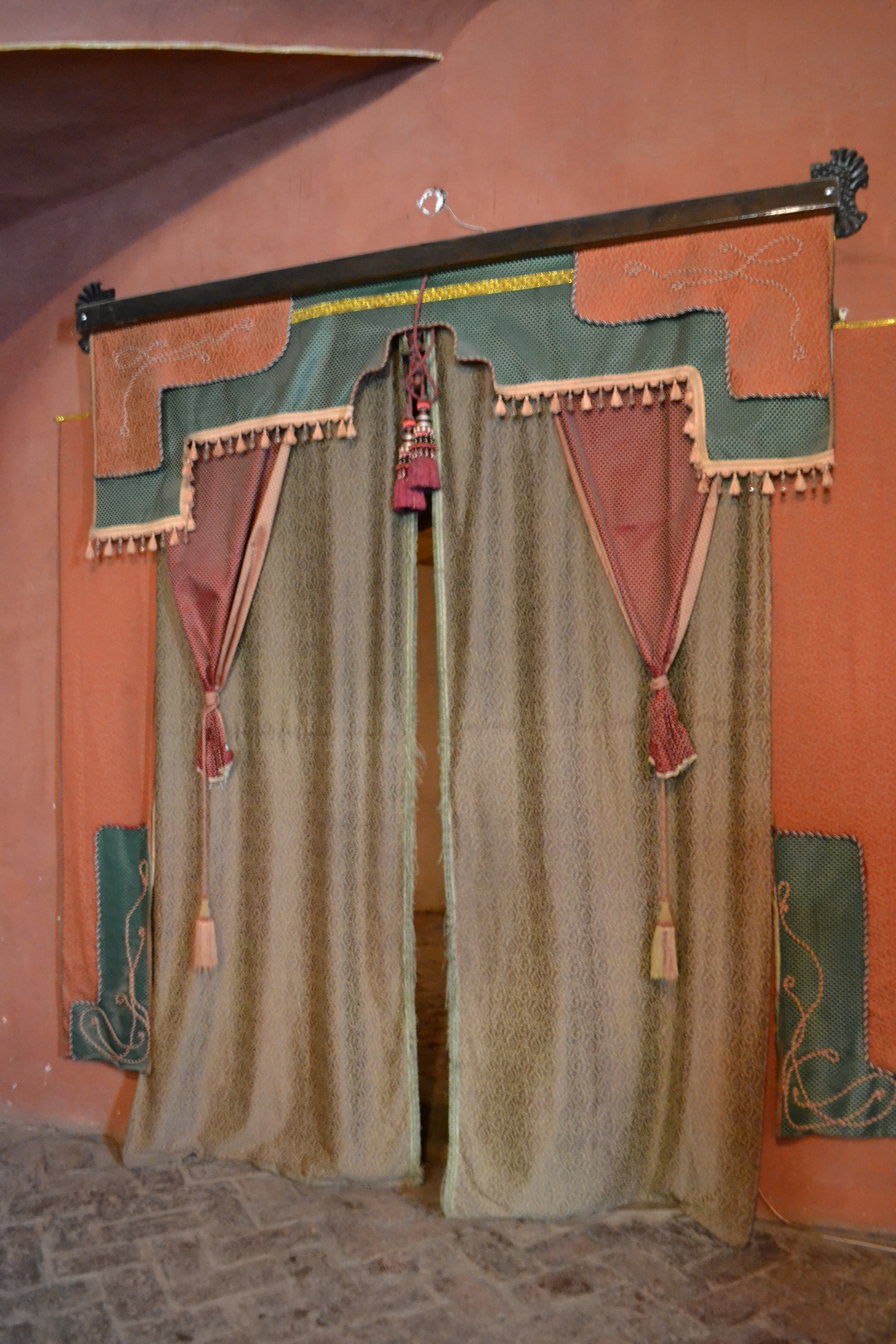
Гобелени
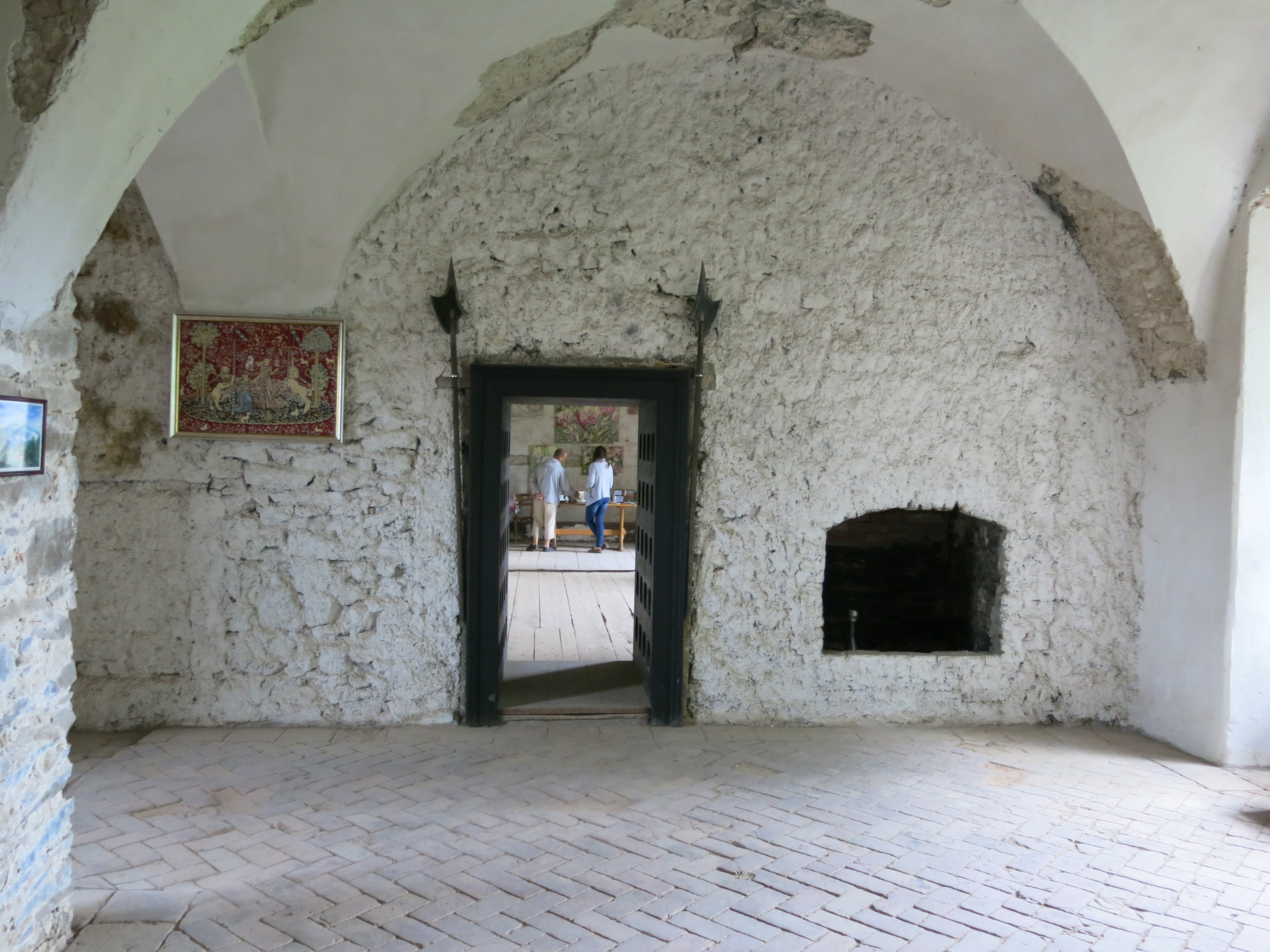
Кімната другого поверху

## Легенди та перекази
- У ході реставраційних робіт 1839 року в одній зі стін був знайдений замурований людський скелет. За однією з версій, у середньовіччі існував звичай — після побудови фортеці замурувати в її стіну живу людину, мовляв, це значно покращить обороноздатність споруди.